# Chilostoma pelia
Chilostoma pelia is een slakkensoort uit de familie van de Helicidae. De wetenschappelijke naam van de soort is voor het eerst geldig gepubliceerd in 1912 door P. Hesse.